# Will Fuller
William Fuller Jr. (Filadelfia, 16 aprile 1994) è un giocatore di football americano statunitense che milita nel ruolo di wide receiver per i Miami Dolphins della National Football League (NFL).

## Carriera universitaria
Fuller al college giocò coi Notre Dame Fighting Irish dal 2013 al 2015. Dopo essere sceso in campo sporadicamente nella prima annata, divenne titolare a partire dalla successiva, terminando la sua esperienza nel college football con 2.512 yard ricevute e 30 touchdown. Alla fine della terza e ultima stagione fu inserito nel Second-team All-American.

## Carriera professionistica

### Houston Texans
Fuller fu scelto come 21º assoluto nel Draft NFL 2016 dagli Houston Texans, il secondo nel suo ruolo dopo Corey Coleman. Debuttò come professionista partendo come titolare nella gara del primo turno vinta contro i Chicago Bears in cui ricevette 5 passaggi per 107 yard e un touchdown dal quarterback Brock Osweiler. Nella settimana 4 divenne il primo giocatore della storia dei Texans a segnare nella stessa partita un touchdown su ritorno e uno su ricezione. La sua stagione da rookie si concluse con 47 ricezioni per 635 yard e 3 touchdown totali (2 su ricezione e uno su ritorno).
Nell'ottavo turno della stagione 2018 Fuller stava guidando i Texans con 124 yard ricevute e un touchdown prima di rompersi il legamento crociato anteriore, infortunio che pose fine alla sua stagione.
Nel quinto turno della stagione 2019 Fuller ricevette un primato personale di 217 yard e segnò i primi tre touchdown dell'anno nella vittoria sugli Atlanta Falcons.
Il 30 novembre 2020, Fuller fu sospeso per sei partite per avere fallito un test antidoping, perdendo così tutto il resto della stagione. In 11 partite fece registrare 53 ricezioni per 879 yard e 8 touchdown, tutti record in carriera.

### Miami Dolphins
Il 19 marzo 2021 Fuller firmò con i Miami Dolphins.